# Bas van der Kooij
Bas van der Kooij (Schiedam, 16 november 1995) is een Nederlands wielrenner die anno 2021 rijdt voor VolkerWessels Cycling Team.

## Carrière
Als junior eindigde Van der Kooij in de top vijf in etappes van de Ronde van Opper-Oostenrijk voor junioren en de Driedaagse van Axel.
In 2016 sprintte Van der Kooij naar de vierde plek op het nationale kampioenschap op de weg voor beloften, waar Fabio Jakobsen de snelste was. Een seizoen later eindigde de Schiedammer in drie van de vier etappes van de Carpathian Couriers Race bij de beste acht renners, waarbij de tweede plaats in de tweede etappe zijn beste klassering was. In het algemeen klassement eindigde hij op plek acht. Het puntenklassement won hij wel, met een voorsprong van zes punten op de Marokkaan Ahmed Galdoune. Tijdens het Nederlands kampioenschap wielrennen op de weg in 2019 behaalde van der Kooij een derde plaats. Eerder dat jaar won hij de 2e etappe Ronde van Antalya.

## Overwinningen
2017
Puntenklassement Carpathian Couriers Race
2019
2e etappe Ronde van Antalya
Puntenklassement Ronde van Antalya
De Kustpijl

## Ploegen
2017 –  Destil-Jo Piels Cycling Team
2018 –  Alecto Cyclingteam
2019 –  Monkey Town-à BLOC
2021 –  VolkerWessels Cycling Team
Celi · Doets · van der Duin · Hooghiemster · de Jong · van der Kooij · Oostra · Ottema · Schouten · van Sintmaartensdijk